# Becca
Rebecca Emily Hollcraft (Portland, 9 de mayo de 1989) es una cantante, compositora y guitarrista estadounidense, conocida profesionalmente como BECCA, Becca-chan y Bec Hollcraft, y de gran popularidad en Japón. De 2012 a 2015 fue la cantante principal de la banda de rock Stars in Stereo.

## Carrera
A principios de 2008, Hollcraft firmó un acuerdo con Sony Music Entertainment Japan y lanzó su primer sencillo, titulado "Perfect Me", el 9 de abril de 2008 en Japón. La canción fue un tema destacado para el programa de televisión Damages en su versión japonesa (desde el 2 de abril de 2008 hasta el 1 de junio de 2008). El primer EP de cinco canciones de BECCA, "Perfect Me", se lanzó en Japón el 4 de junio de 2008 con un segundo EP de cinco canciones, "Turn to Stone", lanzado el 6 de agosto de 2008. BECCA también contribuyó con una versión de "I Drove All Night" en un álbum tributo a Cyndi Lauper que fue lanzado el 23 de julio de 2008.
El álbum debut de Hollcraft, Alive!!, fue lanzado el 5 de noviembre de 2008. "I'm Alive" fue el primer single publicado (23 de septiembre de 2008), junto con un vídeoclip. El 22 de octubre se lanzó el sencillo del álbum "I'm Alive!" con una versión de la canción "Alone" de Heart. El 29 de septiembre de 2009, BECCA lanzó su EP debut en Estados Unidos, "Kickin '& Screamin", el 2 de marzo de 2010.

## Discografía

### Stars in Stereo
- Stars in Stereo (2013)
- Leave Your Mark (2014)